# 요루바족
요루바족(Yoruba)은 나이지리아 남서부와 베냉, 토고에 사는 민족이다. 인구는 아프리카에 약 5천만 명, 대륙 밖의 디아스포라에 수백만 명이 있다. 대부분의 인구는 나이지리아에 거주하며 현대 나이지리아 인구의 약 20%를 차지한다. 종교는 대부분 기독교나 이슬람교를 믿지만 전통 종교인 다신교를 믿는 사람도 있다. 15세기 후반부터 19세기 초까지 아메리카 노예로 많이 팔려와 미국의 예술, 음악, 종교에 커다란 영향을 미쳤다.